# Emilie Milerová
Emilie Milerová (* 11. dubna 1936 Modřany) je česká výtvarnice, manželka Zdeňka Milera.

## Život
Emilie se narodila v roce 1936 Heleně a Václavovi Dlouhým. V roce 1950 nebyla přijata na studium kostýmního výtvarnictví a začala studovat chemickou školu, chemii se však později nevěnovala, pracovala jako sekretářka na OÚNZ. V roce 1959 se provdala za Zdeňka Milera a vychovali spolu dvě dcery.
Ve věku 60 let se začala věnovat malování.

## Dílo
Její naivní obrazy vycházejí ze specifického vnímání světa, které je ovlivněno úzkým sepětím malířky s přírodou a sufijským pohledem na svět..
Její dílo je k vidění na dobříšském zámku ve vznikající galerii Zdenka a Emilie Milerových.